# Abraham Marder
Abraham Marder (* 3. März 1983 in Amherst) ist ein US-amerikanischer Sänger, Filmkomponist und Drehbuchautor. Für seine Arbeit am Drehbuch zu dem Film Sound of Metal erhielt Marder eine Nominierung im Rahmen der Oscarverleihung 2021.

## Leben
Der 1983 in Amherst in Massachusetts geborene Abraham Marder lebt und arbeitet seit einigen Jahren als Sänger und Filmkomponist in Brooklyn.
Für den Film Sound of Metal, bei dem sein Bruder Darius Marder Regie führte, schrieb Abraham Marder gemeinsam mit diesem auch das Drehbuch. Zudem verantwortete er zusammen mit dem Franzosen Nicolas Becker die Filmmusik.

## Auszeichnungen (Auswahl)
Critics’ Choice Movie Award
- 2021: Nominierung für das Beste Originaldrehbuch (Sound of Metal)

Golden Reel Awards 2021
- Nominierung in der Kategorie Sound Editing – Feature Underscore (Sound of Metal)[7]

Oscar
- 2021: Nominierung für das Beste Originaldrehbuch (Sound of Metal)

Writers Guild of America Award
- 2021: Nominierung für das Beste Originaldrehbuch (Sound of Metal)[8]